# Ribozom
Ribozom je ribonukleoprotein nacházející se ve vysokých počtech v cytoplazmě všech známých buněk, u eukaryot také na povrchu hrubého endoplazmatického retikula. Jejich funkcí je tvorba proteinů – bílkovin. Probíhá na nich tzv. translace, při níž je z řetězce RNA syntetizován polypeptid.
Ribozomy jsou poměrně velké komplexní struktury složené zejména z rRNA a proteinů. Dělí se na dvě podjednotky, menší a větší.
K ribozomu se napojuje mediátorová RNA (mRNA), která obsahuje přepis genetické informace např. z jaderného genomu. Podle pořadí trojic bází v této genetické informaci přichází k ribozomu na základě genetického kódu jednotlivé aminokyseliny napojené na tRNA; tyto aminokyseliny jsou následně díky katalytickým vlastnostem ribozomu spojeny v jeden polypeptid, resp. protein, který pak (někdy po jistých úpravách) vykonává svou funkci v organizmu.

## Výzkum
Velkou výzvou vždy bylo určit přesnou atomární strukturu ribozomu. Za objevy na tomto poli byla roku 2009 udělena Nobelova cena za chemii třem významným vědcům na tomto poli: Venkatramanu Ramakrishnanovi z Cambridge, Thomasovi Steitzovi z Yalu a Adě Jonat z izraelského WIS. Každý z nich pocházel z jiné výzkumné skupiny, všem se nezávisle na sobě podařilo určit trojrozměrnou stavbu malé a velké podjednotky prokaryotických ribozomů. Všichni však využívali metodu rentgenové krystalografie. Velkým oříškem bylo zejména nejprve získat krystaly ribozomů, o což se Ada Yonath pokoušela již od 80. let 20. století. Používala k tomu ribozomy z termofilních bakterií a halofilních archeí. Během let se jí podařilo postupně zvyšovat přesnost a byl získáván stále kvalitnější obraz difraktujícího krystalu. K jeho analýze přispěli zejména další dva jmenovaní laureáti, Ramakrishnan a Steitz.

## Stavba

Velká ribozomální podjednotka archebakterie Haloarcula marismortui

Ribozom se ze dvou třetin skládá z ribonukleové kyseliny (konkrétně tzv. rRNA, tedy ribozomální RNA), jen z jedné třetiny pak z různých proteinů. Všechny organizmy mají stavbu ribozomů podobnou. Například základní rozdělení části ribozomu je vždy na dvě části, malou a velkou podjednotku. Přesto však lze zejména mezi prokaryotickým a eukaryotickým ribozomem nalézt určité rozdíly ve stavbě.
Rozdíly mezi ribozomy se velmi často udávají pomocí tzv. sedimentačního koeficientu, tedy veličiny, která udává čas, za který proběhne v ultracentrifuze sedimentace ribozomu. Jednotkou je Svedberg (S), tato jednotka představuje čas 10−13 sekundy. Prokaryotický ribozom se na základě těchto veličin označuje jako 70S, eukaryotický je 80S. Také obě podjednotky vykazují určité rozdíly, pokud se srovnávají sedimentační koeficienty eukaryotických a prokaryotických ribozomů. Malá podjednotka prokaryot má koeficient 30S, u eukaryot je tato podjednotka 40S. Velká podjednotka ribozomu je u prokaryot 50S, u eukaryot 60S.

Ribosom obsahuje čtyři vazebná místa pro molekuly RNA: jedno pro mRNA a tři pro tRNA: A-místo (aminokyselinové), P-místo (proteinové/peptidické) a E-místo (exit).

### rRNA
Ribozomální RNA je esenciální složkou ribozomů. Bylo zjištěno, že právě rRNA je zodpovědná za funkčnost ribozomu, tedy schopnost přepisovat mRNA do proteinů. Z tohoto hlediska je ribozomální RNA vlastně enzym a říká se jí proto ribozym. Tato funkce byla zpočátku překvapivá, protože se myslelo, že enzymatické aktivity jsou schopné jen proteiny. Ribozomální RNA však tvoří prostorové struktury, podobné aktivním místům proteinů fungujících jako enzymy. Je díky tomu schopná například správně navázat tRNA a také zajišťuje vznik peptidových vazeb mezi aminokyselinami vznikajícího řetězce (druhou z jmenovaných ovládá u prokaryot především 23S rRNA).
Prokaryotický a eukaryotický ribozom se však v obsahu rRNA liší. Zatímco prokaryotický obsahuje v malé podjednotce 16S rRNA (1540 nukleotidů) a ve velké podjednotce 5S rRNA (120 nukleotidů) a 23S rRNA (2900 nukleotidů), eukaryotický obsahuje v malé podjednotce 18S rRNA (1900 nukleotidů) a ve velké podjednotce 5S rRNA (120 nukleotidů), 5,8S rRNA (160 nukleotidů) a 28S rRNA (4700 nukleotidů).

### Proteiny
Dále se ribozomy skládají z proteinů. Prokaryotické ribozomy obsahují 55 proteinů (21 v malé a 34 ve velké podjednotce), eukaryotické ribozomy mají dokonce 82 proteinů (33 v malé a 49 ve velké podjednotce).

## Funkce

Schéma translace

Platí, že malá podjednotka (30S–40S) slouží především k tomu, aby se v daný okamžik ocitly na jednom místě mRNA, tRNA s přinášenými aminokyselinami i translační faktory. Velká podjednotka (50S–60S) má katalytickou funkci, pracuje jako peptidyltransferáza umožňující vznik peptidové vazby ve vznikajícím polypeptidu.
Transferová RNA (tRNA), která se váže svým antikodonem na kodon mRNA, musí být velmi přesně rozeznána, jinak by došlo k záměnám aminokyselin a chybnému čtení genetického kódu. To umožňuje RNA v malé podjednotce (16S u bakterií), která se označuje také jako tzv. „molekulární pravítko“. Jeho nukleotidy tvoří vodíkové můstky s nukleotidy kodonu i antikodonu pouze v případě, že se správně navázaly a prostorově zorientovaly. Jeden krok má tedy ribozom za sebou, ale teď je ještě nutné navázat aminokyselinu na prodlužující se polypeptid. To zase umožňuje „peptidyl-transferázové centrum“ ve velké ribozomální podjednotce. Katalytickou funkci zde má zejména opět ribozomální RNA (u bakterií 23S RNA) a dále také molekula tRNA nesoucí aminokyselinu, molekuly vody a různé ribozomální proteiny.

## Syntéza ribozomu
Pro buňku je zcela zásadní, aby měla v každém okamžiku dostatek ribozomů pro svou činnost, a tak jsou tyto struktury neustále syntetizovány ze svých stavebních součástí.